# Elfen-Quadrille
Elfen-Quadrille, op. 16, är en kadrilj av Johann Strauss den yngre. 

## Historia
För att skaffa sig en ny publik valde Johann Strauss den yngre att försöka appellera till ungdomen. Denna målgrupp var då, som nu, en inte helt integrerad befolkningsgrupp i Wiens kulturliv. Den 22 januari 1845 anordnade den 19-årige Strauss sin första recettkonsert för året på Dommayers Casino där intäkterna gick till honom själv och hans musiker. Rummen hade blivit elegant dekorerade för evenemanget och Strauss ansträngde sig för att ge publiken ett varierat program. Han utlovade två nyheter; Amazonen-Polka (senare publicerad som op. 9) och Aniela-Mazur (opublicerad och förkommen); och två stycken som särskilt hade skrivits för evenemanget: valsen Die jungen Wiener (senare publicerad som op. 7) och Elfen-Quadrille. Den senare med adress till de unga kvinnorna i publiken. Kadriljen var noga genomtänkt och inte mindre än elva av dess teman kan spåras tillbaka till kompositörens skissbok där de hade skrivits ner under de första sex månaderna av 1844. Strauss hade även en mer påtaglig gåva till var och en av de närvarande kvinnorna: en tidig upplaga av sitt opus 1: valsen Sinngedichte med en speciellt utformad framsida (där opusnumret och priset var borttagna) i rött snarare än den blågrå upplagan som fanns till salu tre dagar senare den 25 januari 1845.
Fler tidningar rapporterade om Strauss konsert och skrev att valsen och kadriljen "möttes av allmän gillande och fick repeteras flera gånger" (Der Sammler, 25.01.1845). Det kan dock inte ha glass Strauss att hans förläggare Pietro Mechetti inte publicerade klaverutdraget till Elfen-Quadrille förrän den 22 juni 1846 - nästan ett och ett halvt år efter det första framförandet. Det nuvarande orkesterpartituret är ett arrangemang utifrån klaverutdraget.  

## Om kadriljen
Speltiden är ca 5 minuter och 7 sekunder plus minus några sekunder beroende på dirigentens musikaliska tolkning.

## Weblänkar
- Dynastin Strauss 1845 med kommentarer om Elfen-Quadrille.
- Elfen-Quadrille i Naxos-utgåvan.